# Josep Verdaguer i Portet
Josep Verdaguer i Portet (Tavèrnoles, Osona, 19 de novembre de 1920 - Vic, Osona, 9 de setembre de 1995) va ser un músic tradicional conegut amb el sobrenom de Roviretes o Pep Roviretes.
Flabiolaire i cantant de corrandes nascut al mas Roviretes de Savassona, al cor de les Guilleries. Iniciat en l'ofici de pagès i al treball al bosc, tal com el seu pare, començà ben aviat a tocar, i amb tretze anys ho va fer al santuari de la Mare de Déu del Coll d'Osor. S'hi aficionà veient de petit com tocava el seu pare. Entre els anys 1937 i el 1945, entre la guerra civil i un llarg servei militar, va haver de restringir molt aquesta afició. En una primera etapa com a flabiolaire, comença a actuar en balls de poble, a Cantonigròs, Rupit, Montdois, Tavertet, Susqueda, Querós, Sant Andreu de Bancells, Sant Miquel de Cladells, Joanetes, Espinelves, Viladrau, Sant Sadurní d'Osormort, Vilanova de Sau, Tavèrnoles, Savassona, Folgueroles, Sant Hilari Sacalm, Sant Julià de Vilatorta, Calldetenes, entre molts altres indrets. També durant aquesta primera època toca a diversos indrets acompanyant les trobades de gegants. Així, a Manlleu, a Vic, Centelles i Roda de Ter. Els indrets d'actuació acompanyant les corrandes de Pasqua eren Sant Bartomeu del Grau, Tavertet, Savassona, Sant Sadurní d'Osormort i Granollers de la Plana. També anava a tocar a la Missa del Gall, amb cançons de Nadal i durant l'adoració del moltó al poble de Tavertet. A partir de 1960, però, gairebé va abandonar aquesta activitat i no la va reprendre fins que, el 1982, seguint el prec dels organitzadors de Trobades de músics tradicionals, que saben de la seva existència a partir d'un treball de camp del Grup de Recerca Folklòrica d'Osona (GRFO), reprengué aquest art, i des de llavors participà en trobades de flabiolaires, com la d'Arbúcies, aplecs i festes de la comarca, a la Trobada d'Acordionistes del Pirineu i en molts altres festivals. Hi ha treballs sobre el seu repertori i estil de tocar molt ben documentats fets pel Grup de Recerca d'Osona. Té editats: Ball de flabiol (1987, LP amb Carles Mas) i Música de tradició oral a Catalunya (Volum 1: 1991; Volum 2: 1992, dos discs compactes publicats pel Centre de Documentació i Recerca de la Cultura Tradicional i Popular de la Generalitat de Catalunya).